# Novi Brunswick
Novi Brunswick (engleski: New Brunswick, francuski: Nouveau-Brunswick) je jedna od deset pokrajina u Kanadi, te jedina od svih pokrajina u kojoj su ustavno službeni i engleski i francuski jezik.
Ime pokrajine dolazi od arhaičnog engleskog naziva za njemački grad Braunschweig od kuda izvorno potječe hanoverski kralj Ujedinjenog Kraljevstva Đuro III. Ova pokrajina je jedna od četiri pokrajine koje su 1867. osnovale Kanadsku konfederaciju.

## Povijest
Domorodačko stanovništvo Novog Brunswicka su Micmac Indijanci (Mi'kmaq), Maliseeti ((Wolastoqiyik) i Passamaquoddyi (Panwapskewiyik). Teritorij Micmaca nalazio se većinom na istoku pokrajine. Maliseeti su se nalazili većinom uzduž Wolastoqa (rijeka St.John), a Passamaquoddyi na jugozapadu, oko zaljeva Passamaquoddy. Indijanci se nalaze na prostoru Novog Brunswicka od oko 4000. godine pr. Kr.

### Francusko kolonijalno razdoblje (1604. – 1759.)
Prvi europski istraživač u Novom Brunswicku bio je francuski istraživač Jacques Cartier 1534. godine. Iduće francuske istraživanje bilo je 1604., kad su Pierre Dugua (Sieur de Monts) i Samuel de Champlain podigli kamp na otoku St.Croix koji se nalazi između Novog Brunswicka i Mainea. Kolonija je iduće godine preseljena preko zaljeva Fundy u Port Royal. Tijekom idućih 150 godina osnovana su brojna francuska naselja uzduž rijeke Saint-Jean. U to vrijeme je cijelo područje današnjih primorskih pokrajina Kanade i dijelovi Mainea bili dio francuske kolonije Akadije.
Prema sporazumu u Utrechtu 1713. godine, poluotok Nova Škotska je predan Britancima. Najveći dio stanovništva Akadije time se našlo u britanskoj koloniji Novoj Škotskoj, dok je ostatak Akadije (uključujući Novi Brunswick) bio slabo naseljen. Kako bi zaštitila svoja područja u ostatku Akadije, Francuska je podigla dvije utvrde (Fort Beauséjour i Fort Gaspareaux) uzduž granice s Novom Škotskom, na svakom kraju prevlake Chignecto. U Sedmogodišnjem ratu su proširili svoju kontrolu na cijeli Novi Brunswick. Utvrdu Beauséjour zauzele su britanske snage 1755. godine, pod vodstvom Roberta Moncktona. Akadijci u obližnjim regijama su postupno prisilno raseljeni. Neki Akadijci u regijama Petitcodiac i Memramcook uspjeli su pobjeći, te su pod vodstvom Josepha Broussarda godinama izvodili gerilske napade na britanske snage. Nakon pada utvrde Anne (Fredericton) 1759. godine, cijeli teritorij današnjeg Novog Brunswicka pao je pod britansku kontrolu.

### Britansko kolonijalno razdoblje (1759. – 1867.)
Nakon Sedmogodišnjeg rata, veći dio Novog Brunswicka i dijelovi Mainea postali su dio grofovije Sunbury u sklopu kolonije Nove Škotske. Zbog relativne udaljenosti Novog Brunswicka od atlantske obale, naseljavanja u poslijeratnom razdoblju je bilo malo. Iznimke su bile plantažeri iz Nove Engleske koji su se doselili u regiju Sackville i pennsylvanijski Nijemci koji su se doselili u Moncton 1766. godine. U oba slučaja naselili su se na područja koja su prije naseljavali sad prognani Akadijci.
Početak američkog rata za neovisnost je imao malo utjecaja na područje Novog Brunswicka. Jedina bitka je bila napad na utvrdu Cumberland (bivša utvrda Beauséjour) kojeg su izveli simpatizeri pobunjenika pod vodstvom Johnathona Eddya. Znatan rast stanovništva nije se dogodio sve do dolaska Lojalista iz SAD-a koje su Britanci nagovorili da nasele ovo područje. Dolaskom Lojalista u Parrtown (Saint John) 1783. godine, počela je politička organizacija ovog područja. Britanska kolonijalna uprava u Halifaxu smatrala je da su područja zapadno od prevlake Chignecto preudaljena za efikasno upravljanje. Kao rješenje, Thomas Carleton je 16. kolovoza 1784. godine, stvorio koloniju Novi Brunswick.
Krajem 18. i početkom 19. stoljeća, neki prognani Akadijci iz Nove Škotske vratili su se na prostor Novog Brunswicka i naselili u istočne i sjeverne krajeve, gdje su većinom živjeli u izolaciji. U početku 19. stoljeća ovdje se doselilo mnogo ljudi iz Engleske, Škotske i Waterforda u Irskoj. Veliki broj doseljenika u ovu koloniju došao je poslije 1845. godine, kao rezultat gladi u Irskoj. Većina ovih doseljenika smjestilo se u Saint Johnu i Chathamu.
Dogovorom u Parizu iz 1783. godine, nije jasno definirana granica između Novog Brunswicka i savezne države Maine, a rastom gospodarskih interesa u tom području rasla je i napetost između dviju država. Granica je konačno definirana 1842. godine, sporazumom Webster-Ashburton. Tijekom 19. stoljeća, brodogradnja na obali zaljeva Fundy i na rijeci Miramichi bila je dominantna gospodarska aktivnost u Novom Brunswicku. Drvna industrija i poljoprivreda su također bile snažno zastupljene gospodarske aktivnosti.

### Novi Brunswick u Kanadi  (1867.-danas)
Novi Brunswick je jedna od četiri kanadske pokrajine koje su formirale Kanadsku konfederaciju 1867. godine. Osnutkom konfederacije u Novom Brunswicku (kao i u ostalim primorskim pokrajinama) dogodio se gospodarski pad, zbog promjene povijesnih trgovačkih odnosa između ovih pokrajina i Nove Engleske. Ovu situaciju dodatno je pogoršao veliki požar u Saint Johnu 1877. godine i opadanje brodogradarske industrije. Vrhunac ove loše gospodarske situacije je bila recesija u SAD-u 1893. godine, koja je snažno pogodila izvoz. Zbog toga su se mnogi radnici preselili u ostale dijelove Kanade i u SAD. Početkom 20. stoljeća, gospodarstvo pokrajine je opet procvalo. Ovaj gospodarski rast se dogodio najviše zbog ponovnog procvata drvne industrije. Ipak, nezaposlenost je još ostala visoka, a gospodarstvo je ugrozila i velika depresija. Nakon depresije ponovno su se razvili drvni, prehrambeni i energetski sektor. 
U ovom razdoblju Akadijci su bili izdvojeni od ostatka pokrajine na područjima sa slabije razvijenijom infrastrukturom. Ovo se promijenilo izborom Akadijca Louisa Robichauda na mjesto premijera 1960. godine. Njegova vlada je pokrenula plan jednakosti kojim se pokušalo izjednačiti mogućnosti u svim dijelovima pokrajine. Godine 1969., francuski je, uz engleski proglašen službenim jezikom pokrajine.

## Zemljopis
Novi Brunswick je jedna od tri primorske pokrajine u Kanadi. Na sjeveru graniči s poluotokom Gaspésie u Québecu i zaljevom Chaleur. Na istoku se nalazi zaljev sv. Lovre i tjesnac Northumberland. Na jugoistoku pokrajine, uska prevlaka Chignecto spaja Novi Brunswick i poluotok Novu Škotsku. Na jugu pokrajine nalazi se zaljev Fundy u kojem su najveće razlike između plime i oseke na svijetu; do 16 metara. Na zapadu pokrajina graniči s američkom državom Maine.
Oko 80% površine pokrajine čine šume, dok ostatak čine poljoprivredne površine i urbana područja. Najveća urbana središta nalaze se na jugu pokrajine. Klima pokrajine razlikuje se od ostalih primorskih pokrajina, jer na veliki dio površine pokrajine ne utječe toliko znatno Atlantski ocean.
Glavne rijeke u pokrajini su St. John (Saint-Jean), Petitcodiac, Miramichi, St. Croix i Restigouche.

## Politika
Novi Brunswick ima jednodomski parlament s 55 zastupničkih mjesta. Izbori se održavaju najmanje svakih pet godina, ali ih podguverner može raspisati bilo kad uz savjetovanje s premijerom. Premijer je vođa stranke koja ima najviše zastupničkih mjesta u parlamentu.
Dvije dominantne političke stranke u pokrajini su Liberalna zajednica Novog Brunswicka i Progresivna konzervativna stranka. Ostale stranke nisu politički tako jake, ali su neke imali svoje zastupnike u parlamentu. Od 1960. godine, u pokrajini su na mjesto premijera izabirani dvojezični vođe. 18. rujna 2006. godine, Liberali imaju većinu u parlamentu, a Shawn Graham je na mjestu premijera pokrajine.

## Stanovništvo
Izvorno stanovništvo u Novom Brunswicku bili su većinom Indijanci Mi'kmaq i Wolastoqiyik (Maliseet). Prvi europski doseljenici bili su Akadijci, a danas na ovom prostoru žive njihovi potomci koji su preživjeli veliku deportaciju iz 1755. godine, kad su Britanci prognali nekoliko tisuća francuskih doseljenika.
Većina stanovništva engleskog podrijetla su potomci Lojalista koji su pobjegli za vrijeme Američke revolucije. Ovdje živi također i veliki broj stanovništva irskog podrijetla, pogotovo u Saint Johnu i dolini Miramichi. Stanovništvo škotskog podrijetla živi diljem cijele pokrajine, a najviše u Miramichiju i Campbelltonu.
Prema kanadskom popisu stanovništva iz 2001. godine, najveće etničke skupine u Novom Brunswicku su Francuzi (26.9%), Englezi (22.9%), Irci (18.9%), Škoti (17.7%), Nijemci (3.8%), Akadijci (3.6%), i Indijanci (Prvi narodi) (3.3%) - iako se skoro 60% svih ispitanika izjašnjava kao "Kanađani".
Razvoj stanovništva Novog Brunswicka od 1851. godine
| Godina | Stanovništvo | Promjena u pet godina | Promjena u deset godina | Rang među pokrajinama |
| ------ | ------------ | --------------------- | ----------------------- | --------------------- |
| 1851.  | 193,800      | n/a                   | n/a                     | 4                     |
| 1861.  | 252,047      | n/a                   | 30.0                    | 4                     |
| 1871.  | 285,594      | n/a                   | 13.3                    | 4                     |
| 1881.  | 321,233      | n/a                   | 12.5                    | 4                     |
| 1891.  | 321,263      | n/a                   | 0.0                     | 4                     |
| 1901.  | 331,120      | n/a                   | 3.1                     | 4                     |
| 1911.  | 351,889      | n/a                   | 6.3                     | 8                     |
| 1921.  | 387,876      | n/a                   | 10.2                    | 8                     |
| 1931.  | 408,219      | n/a                   | 5.2                     | 8                     |
| 1941.  | 457,401      | n/a                   | 12.0                    | 8                     |
| 1951.  | 515,697      | n/a                   | 12.7                    | 8                     |
| 1956.  | 554,616      | 7.5                   | n/a                     | 8                     |
| 1961.  | 597,936      | 7.8                   | 15.9                    | 8                     |
| 1966.  | 616,788      | 3.2                   | 11.2                    | 8                     |
| 1971.  | 634,560      | 2.9                   | 6.9                     | 8                     |
| 1976.  | 677,250      | 6.7                   | 9.8                     | 8                     |
| 1981.  | 696,403      | 2.8                   | 9.7                     | 8                     |
| 1986.  | 709,445      | 1.9                   | 4.8                     | 8                     |
| 1991.  | 723,900      | 2.0                   | 3.9                     | 8                     |
| 1996.  | 738,133      | 2.0                   | 4.0                     | 8                     |
| 2001.  | 729,498      | -1.2                  | 0.8                     | 8                     |
| 2006.  | 729,997      | 0.1                   | -0.1                    | 8                     |

### Jezik
Dva službena jezika u Novom Brunswicku su engleski i francuski. Oko 32,9% stanovništva smatra francuski materinskim jezikom, a 64,6% engleski. 0,7% stanovništva smatra oba ova jezika materinskim, a za 1,75% stanovništva ni jedan od ova dva službena jezika nisu materinska.
Frankofona regija nalazi se na sjeveru i istoku, tj. uz dijelove rijeke Saint-Jean, u regiji Saint-Quentin, kao i na obalama zaljeva Chaleurs i Saint-Laurent. Anglofona regija okupira jug, zapad i središte pokrajine, tj. obale zaljeva Fundy, dijelove rijeke Saint-Jean i dolinu rijeke Petitcodiac.

## Indijanci
Indijanci su danas podijeljeni po prvim nacijama: Buctouche, Burnt Church, Eel Ground, Eel River Bar First Nation, Elsipogtog First Nation, Fort Folly, Indian Island, Kingsclear, Madawaska Maliseet First Nation, Metepenagiag Mi'kmaq Nation, Oromocto, Pabineau, Saint Mary's, Tobique, Woodstock.

## Gospodarstvo
Gospodarstvom Novog Brunswicka dominira sektor usluga u kojem su najzastupljenije financije i osiguranja, zdravlje i obrazovanje, a većinom je ovo gospodarstvo centrirano u tri najveća grada.
Turizam čini vrlo važan dio gospodarstva, pogotovo tijekom ljeta kad ovdje dolaze posjetitelji iz Québeca, Ontaria i okolnih država SAD-a. Najpopularnija turistička odredišta u pokrajini nalaze se oko zaljeva Passamaquoddya (gdje dominira grad St. Andrews) i na jugoistoku. gdje se nalaze gradovi Shédiac i Moncton.
Teška industrija nalazi se u Saint Johnu (Saint-Jean), gospodarstvom Frederictona dominiraju državne usluge, sveučilišta i vojska. Moncton je trgovačko i prometno središte s velikom željezničkom i zračnom infrastrukturom.

## Vanjske poveznice
- (engl.)(fr.) Službena stranica vlade
- (engl.)(fr.) Službena turistička stranica pokrajine